# Fatima Kuinova
Panir Ibragimova, née le 28 décembre 1926 et morte le 28 décembre 2021, mieux connue sous le nom de scène de Fatima Kuinova (tadjik : Фатима Куэнова ; persan : فاطمه کوینوا), est une chanteuse tadjike de Shashmaqom, d'origine juive de Boukhara. Elle est nommée Artiste émérite de l’Union soviétique.

## Biographie
Kuinova est née à Samarcande, RSS d'Ouzbékistan, le 28 décembre 1926,. Elle déménage à Stalinabad, en RSS du Tadjikistan, avec ses sept frères et deux sœurs lorsqu'elle a treize ans, après que l'emprisonnement et l'assassinat de leur père par le gouvernement soviétique en raison de sa prospérité commerciale. Sa famille est composée de Juifs de Boukhara et leur nom de famille est à l'origine Cohen, mais elle le change en Kuinova pour échapper aux persécutions auxquelles les Juifs sont confrontés sous Staline. Durant son enfance, elle connaît la célèbre famille Mullojonov et est une amie de Shoista Mullojonova (en). Kuinova grandit en Asie centrale sous le régime soviétique de Staline et parle russe, mais elle apprend également le bukhori, un dialecte du persan. Son père est chantre d'une synagogue dans sa ville natale et enseigne à sa fille la musique de son héritage juif boukharien.

## Carrière
Kuinova commence à chanter dans différents festivals dès son plus jeune âge. Elle a également chanté pour Joseph Staline, qui ignorait probablement sa foi et son appartenance ethnique juive,.
Kuinova devient célèbre après avoir joué pour les soldats pendant la Seconde Guerre mondiale. En 1948, elle est nommée Artiste émérite de l’Union soviétique. Après cela, elle commence à étudier la musique Shashmaqom et à la chanter dans toute l’Union soviétique et en Asie centrale. Kuinova devient ensuite la chanteuse principale de la Philharmonie d'État tadjike, avec son amie de longue date Shoista Mullojonova. Les deux sont largement reconnus dans la république et comptent parmi les principales interprètes traditionnelles de l'Union soviétique. Kuinova et Mullojonova sont toutes deux solistes de l'ensemble tadjik Rubobistok qui se produisent à la télévision et à la radio dans toute la RSS tadjike, en Asie centrale et en URSS et voyagent pour chanter dans des régions comme Kiev, Leningrad et Moscou. Elle effectue également des tournées en Europe, en Afghanistan et en Iran, où elle a chanté pour le Chah.
Elle immigre dans le Queens, à New York, aux États-Unis en 1980, et s'installe à Rego Park, où elle fonde et debient la chanteuse principale du Shashmaqam Music de l'ensemble des juifs de Bukhara,. En 1992, Kuinova reçoit le prix National Heritage Fellowship, décerné par le National Endowment for the Arts,. Dans le Queens, Kuinova travaille avec la communauté musicale juive boukharienne et se produit dans de nombreux événements culturels et folkloriques à New York.
Kuinova meurt dans le Queens le 28 décembre 2021, jour de son 95e anniversaire. Elle est enterrée au cimetière Mount Carmel du Queens.